# Wētā FX
Wētā FX là một công ty hiệu ứng hình ảnh kĩ thuật số có trụ sở đặt tại Wellington, New Zealand, được thành lập vào năm 1993 bởi Peter Jackson, Richard Taylor, và Jamie Selkir. Vào năm 2007, John Letteri đã được bổ nhiệm làm chỉ đạo của công ty.
Tên gọi của công ty được bắt nguồn từ dế Weta.

## Thành tích
Tính đến năm 2017, Wētā FX đã giành được sáu giải Oscar cho Hiệu ứng hình ảnh xuất sắc nhất: The Lord of the Rings: The Fellowship of the Ring (2001), The Lord of the Rings: The Two Towers (2002), The Lord of the Rings: The Return of the King (2003), King Kong (2005), Avatar (2009), and Cậu bé rừng xanh (2016)..
Wētā FX đã phát triển một số gói phần mềm độc quyền để đạt được hiệu ứng hình ảnh đột phá. Quy mô của các trận chiến cần thiết cho bộ ba phim The Lord of the Rings đã dẫn đến việc tạo ra MASSIVE, một phần mềm có thể mô phỏng hình ảnh và làm sống động lượng lớn nhân vật, tạo cho nhân vật đó một khả năng nhân tạo, tự hành động theo các tác vụ được thiết lập sẵn. Để tái tạo thành phố New York năm 1933 cho phim King Kong, Weta đã tạo ra CityBot, một ứng dụng có thể tự "xây dựng" thành phố theo yêu cầu.
Đối với Avatar của James Cameron, Weta đã sửa đổi MASSIVE để mang lại sự sống cho hệ thực vật, động vật trên Pandora, công ty đã thực hiện hầu hết các hiệu ứng hình ảnh với người giám sát từng bốn lần đoạt giải Oscar, Joe Letteri. Gần đây, công ty đã phát triển kỹ thuật ghi hình chuyển động để có thể rời trường quay để quay ngay tại địa điểm, như được sử dụng trong bộ phim Rise of the Planet of the Apes và phần tiếp theo Dawn of the Planet of the Apes.

## Các phim được cung cấp hiệu ứng hình ảnh
- Heavenly Creatures (1994)[6]
- Forgotten Silver (1995) (TV)
- The Frighteners (1996/I)
- Contact (1997)

Logo cũ của Wētā FX dưới tên gọi Weta Digital.

- The Lord of the Rings: The Fellowship of the Ring (2001)
- The Lord of the Rings: The Two Towers (2002)
- The Lord of the Rings: The Return of the King (2003)
- Van Helsing (2004)
- I, Robot (2004)
- King Kong (2005)
- X-Men: The Last Stand (2006)
- Eragon (2006)
- Bridge to Terabithia (2007)
- Fantastic Four: Rise of the Silver Surfer (2007)
- The Water Horse: Legend of the Deep (2007)
- 30 Days of Night (2007)
- Jumper (2008)
- The Chronicles of Narnia: Prince Caspian (2008)
- The Day the Earth Stood Still (2008)
- District 9 (2009)
- The Lovely Bones (2009)
- Avatar (2009)
- The A-Team (2010)
- Predators (2010)
- Gulliver's Travels (2010)
- X-Men: First Class (2011)
- Rise of the Planet of the Apes (2011)
- The Adventures of Tintin: The Secret of the Unicorn (2011)
- The Avengers (2012)
- Prometheus (2012)
- Abraham Lincoln: Vampire Hunter (2012)
- The Hobbit: An Unexpected Journey (2012)
- Man of Steel (2013)[7]
- Iron Man 3 (2013)[8]
- The Wolverine (2013)
- The Hunger Games: Catching Fire (2013)
- The Hobbit: The Desolation of Smaug (2013)
- Godzilla (2014)
- Dawn of the Planet of the Apes (2014)
- The Hobbit: The Battle of the Five Armies (2014)
- Chappie (2015)
- Furious 7 (2015)
- Fantastic Four (2015)[9]
- Maze Runner: The Scorch Trials (2015)
- The Hunger Games: Mockingjay - Part 2 (2015)
- I (2015)
- Krampus (2015)
- Alvin and the Chipmunks: The Road Chip (2015)
- Deadpool (2016)
- Batman v Superman: Dawn of Justice (2016)
- The Jungle Book (2016)
- Central Intelligence (2016)
- Remo (2016)
- Independence Day: Resurgence (2016)
- The BFG (2016)
- Pete's Dragon (2016)
- Spectral (2017)
- Guardians of the Galaxy Vol. 2 (2017)
- Avatar Flight of Passage[10] (2017)
- War for the Planet of the Apes (2017)
- Valerian and the City of a Thousand Planets (2017)
- Justice League (2017)
- Maze Runner: The Death Cure (2018)
- Rampage (2018)
- Avengers: Cuộc chiến vô cực (2018)
- Deadpool 2 (2018)
- Mortal Engines (2018)
- Aquaman (2018)
- Alita: Thiên Thần Chiến Binh (2019)
- Avengers: Endgame (2019)
- Gemini Man (2019)
- Avatar 2 (2022)[11]
- Avatar 3 (2025)[11]
- Avatar 4 (2027)[11]
- Avatar 5 (2029)[11]